# 伊卡省

伊卡省（西班牙語：Provincia de Ica），是秘魯的省份，位於該國中南部伊卡大區，首府是伊卡，面積7,894平方公里，主要經濟活動有農業和釀酒業，2005年人口297,771，人口密度每平方公里38人。